# Georg Joachim Rheticus
Georg Joachim Rheticus (alemany: Georg Joachim von Lauchen Rheticus)  (Feldkirch, 16 de febrer de 1514 - Košice, 4 de desembre de 1574) va ser un matemàtic i astrònom centreeuropeu del segle xvi. La característica fonamental de l'obra de Rheticus és, precisament, l'entusiasme; entusiasme que no es troba normalment en els llibres acadèmics. La seva obra principal és el Canon doctrinae triangulorum (1551) on s'expliquen per primera vegada les sis funcions trigonomètriques (sinus, cosinus, tangent, cotangent, secant i cosecant), tot i que la paraula trigonometria no apareixerà fins al final del segle. És interessant el retrat (novel·lístic) que fa Arthur Koestler del personatge:
Rheticus, com Giordano Bruno o Paracels, va ser un dels cavallers errants del Renaixement, l'entusiasme dels quals va ventar les espurnes fins a fer-les foc; portant les seves torxes d'un país a un altre, van actuar com incendiaris ben rebuts a la República de les Lletres... [Rheticus] va ser un enfant terrible, un boig inspirat, un condottiere de la ciència, un deixeble adorable i, afortunadament, tant homo com bisexual, a la moda de l'època. I dic «afortunadament», perquè els així afligits han demostrat sempre ser els més devots mestres i deixebles, des de Sòcrates fins als nostres dies, i la Història te amb ells un deute.

## Orígens
El seu pare, Georg Iserin, era el metge de Feldkirch (Vorarlberg) i també tenia algun càrrec municipal; el nom de naixement de Rheticus era, doncs, Georg Joachim Iserin. Però el seu pare va ser executat el 1528, quan Rheticus tenia només catorze anys, acusat de bruixeria. Aquesta mena de sentències portaven aparellada la prohibició de tornar a emprar el cognom del condemnat i Rheticus va adoptar el cognom de la seva mare italiana, Tomasina de Porris, però germanitzat: von Lauchen (= de Porris). El sobrenom de Rheticus, pel qual se'l coneix normalment, el va adoptar anys més tard en referència al nom romà de la seva província: Rhaetia.
Després de la mort del seu pare, va estudiar al Frauenmuensterschule de Zúric, sota el mestratge d'Oswald Myconius i on va conèixer Conrad Gessner i Paracels. El 1533 ingressava a la recentment creada (1502) Universitat de Wittenberg.
El 1536, just després de graduar-se i gràcies a la influència del seu protector, Philipp Melanchthon, esdevé professor de matemàtiques elementals a la mateixa universitat, juntament amb el seu amic Erasmus Reinhold. Només hi romandrà tres anys: la seva inquietud era treballar amb Copèrnic del qui havia llegit un manuscrit, el Commentariolus, que havia estat el primer esbós d'una teoria heliocèntrica de l'univers, després d'Aristarc.

## Estada a Prússia
El maig de 1539 arriba a Frauenburg (avui, Frombork, Polònia) on s'estava Copèrnic, qui l'accepta com a deixeble; de fet, l'únic deixeble que va tenir Copèrnic, amb qui treballarà durant tres anys i essent qui l'incitarà a la publicació del seu Revolutionibus (1543). Ja el 1540, Rheticus va fer publicar a Danzig amb l'aprovació del seu mestre, una obra titulada Narratio Prima que és una exposició resumida de l'astronomia de Copèrnic. La relació entre ambdós personatges serà força intensa, sobretot tenint en compte que Copèrnic era catòlic i Rheticus luterà.
El 1541 demana al duc Albert I de Prússia el permís per publicar el llibre De Revolutionibus de Copèrnic. El duc li concedeix el permís, amb la condició que retorni a la universitat. Rheticus torna, doncs, a la Universitat de Wittenberg l'octubre de 1541 i és escollit degà de l'Escola d'Arts. L'any següent, i sol·licitat pel rector de la Universitat de Leipzig, Joachim Camerarius, passa a ser professor de matemàtiques avançades en aquest universitat, on romandrà fins al 1545. Com deixeble de Copèrnic va establir la confiança en la hipòtesi més vertadera del moviment de la terra sense postular-ne la veritat absoluta.
Els anys següents els destina a viatjar, sobretot per Itàlia, visitant altres acadèmics il·lustres, fins que el 1547 pateix una malaltia mental greu. Un cop recuperat de la malaltia, retorna a la Universitat de Leipzig com a professor.
El 1551 és acusat de conducta impròpia amb un dels seus estudiants, el que l'obliga a abandonar precipitadament Leipzig per Praga. És jutjat i condemnat, en absència, a 101 anys d'exili per pederàstia i homosexualitat. Els darrers vint anys de la seva vida els passarà a Cracòvia, on va exercir de metge.